# Tűzhányó kígyószisz
A tűzhányó kígyószisz (Echium vulcanorum) a borágófélék (Boraginaceae) családjába tartozó kígyószisz (Echium) nemzetség egyik faja.

## Származása, elterjedése
A  makaronéziai kígyószisz fajok egyikeként Fogo szigetén endemikus, és ott is nagyon ritka. Részben e növény védelmére hozták létre a szigeten a Fogo Nemzeti Parkot (Parque Natural do Fogo).

## Megjelenése, felépítése
Több mint két méter magasra és zavartalan körülmények között ugyanilyen szélesre bokrosodik. Szára elfásul. Évelő. Virágai egész évben nyílnak, de különösen tavasszal, amikor a bokrot valósággal elborítja a több száz fehér, illetve kék virág.

### Életmódja, termőhelye
A gyakorlatilag egyetlen vulkáni kúpból álló szigeten, ahol a hegy meredek lejtőin a növénytársulások zonalitása koncentrikus (vertikális), az alsó pozsgás bozót övben él.
A jó vízvezető, kevés szerves anyagot tartalmazó talajt kedveli. A nyílt terepet, a direkt napsütést kedveli — ha az nem szélsőségesen tűző. 28 °C fölötti hőmérsékleten már rosszul fejlődik — különösen akkor, ha az éjszakák melegek. Valószínűleg mérsékelten fagytűrő — ez a gyakorlatban nehezen próbálható ki, mert élőhelyén gyakorlatilag sosem fagy.

## Felhasználása
Kereskedelmi forgalomban nem kapható.

## Források

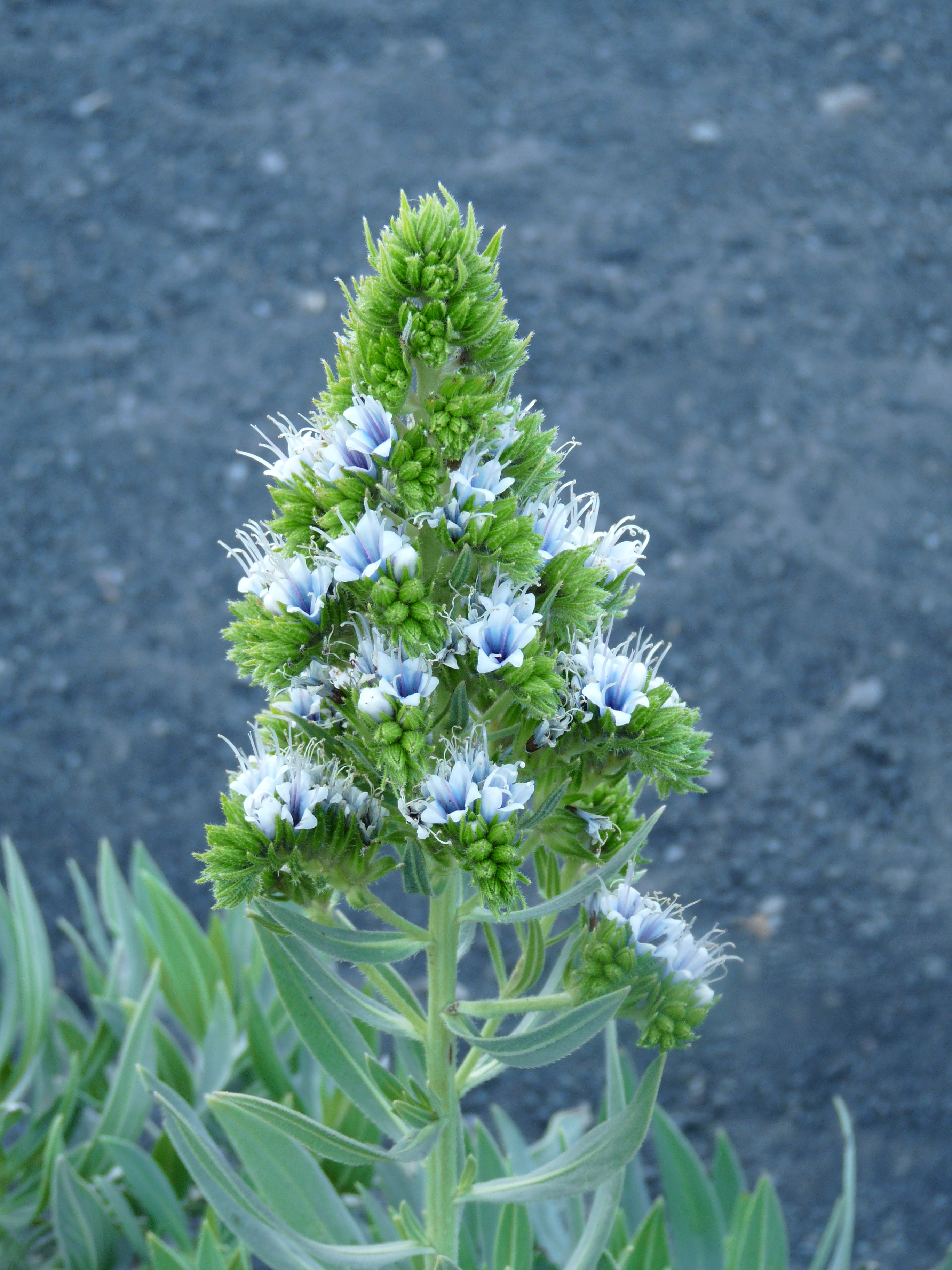
Tűzhányó kígyószisz nyíló virágzata Chã das Caldeiras falu mellett a Pico do Fogo kalderájában